# جنگ ستارگان: نیروی رها یافته
جنگ ستارگان: نیروی رها یافته (به انگلیسی: Star Wars: The Force Unleashed) نام یک بازی ویدئویی ارائه‌شده توسط کمپانی لوکاس آرتز و بخشی از پروژه چندرسانه‌ای نیروی رها یافته است. این بازی برای کنسول‌های پلی استیشن ۲، پلی استیشن ۳، وی و ایکس‌باکس ۳۶۰ و همچنین برای سیستم‌های همراه آی‌فون، اِن‌گِیج نسل دوم، نینتندو دی‌اس، پلی استیشن همراه و تلفن‌های همراه مجهز به جاوا طراحی شده و در تاریخ های ۱۶ سپتامبر ۲۰۰۸ در آمریکای شمالی، ۱۷ سپتامبر ۲۰۰۸ در استرالیا و آسیای جنوب شرقی و ۱۹ سپتامبر ۲۰۰۸ در کشورهای اروپایی میلادی منتشر گردیده است .
پروژه نیروی رها یافته، پیوندی بین سه‌گانه پیشین و سه‌گانه جدید مجموعه حماسی و تخیلی جنگ ستارگان محسوب شده و شخصیت جدیدی به نام اِستارکیلر به عنوان مرید مرموز و پنهان دارت ویدر و قهرمان این مجموعه در آن حضور می‌یابد. این بازی ویدئویی با نقدها و بررسی‌های متفاوتی از سوی منتقدان، روبرو شده است. منتقدان، نیروی رها یافته را به خاطر داستان گیرا و جذاب، ساختار فیزیکی پرتوان و فنون پرشکوه به کار رفته در آن تحسین نموده، با اینحال از شیوه بازی ناامیدکننده آن انتقاد به عمل آورده‌اند. باوجود نقدهای متفاوت، این بازی با فروش یک میلیون نسخه تنها در ماه آغازین انتشار آن، یکی از پرفروش‌ترین بازی‌های ایالات متحده آمریکا و استرالیا بوده است. کمپانی لوکاس فیلم مدعی است که تا ماه فوریه سال ۲۰۰۹ میلادی، از این بازی ۵٫۷ میلیون نسخه برای تمام کنسولها فروخته است و روند فروش آن از همه بازیهای جنگ ستارگان تا به این تاریخ سریعتر می‌باشد.